# Port Alfred
Port Alfred is een plaats in de Zuid-Afrikaanse provincie Oost-Kaap.
Port Alfred telde in 2011 ongeveer 10.000 inwoners.

## Subplaatsen
Het nationaal instituut voor de statistiek, Stats SA, deelt sinds de census 2011 deze hoofdplaats in in vijf zogenaamde subplaatsen (subplaces), waarvan de grootste East Bank en Westview Heights zijn.